# Museo del Ahorro BancoEstado
El Museo del Ahorro BancoEstado es un museo chileno fundado por el Banco del Estado en 1990 e inaugurado el 22 de diciembre de 1992, y está ubicado en la casa matriz del banco en la calle Morandé 25, 2.º subterráneo, frente a la Plaza de la Ciudadanía.
El principal objetivo desde su fundación fue el de preservar las especies que pertenecían a diversas instituciones, que dieron origen al Banco del Estado (la Caja de Crédito Hipotecario, la Caja Nacional de Ahorro, la Caja de Crédito Agrario y el Instituto de Crédito Industrial), siendo las especies que conserva de gran importancia patrimonial para el país.
En la primera parte de su exposición muestra la historia del Banco del Estado, que comienza con el proceso de Independencia de Chile. Algunas de las piezas que componen la exposición son la Colección Numismática, que se compone por monedas y billetes antiguos, fichas salitreras y medallas conmemorativas. Posee también una colección de relojes con origen norteamericano, alemán y francés, entre otros. Además, una colección de máquinas de oficinas antiguas y una colección de distintas alcancías con significado histórico.
La exposición está compuesta, entre otras piezas, por las primeras monedas acuñadas por la Casa de Moneda de Chile durante la independencia de nuestro país, los primeros billetes diseñados e impresos en Estados Unidos (American Bank New York) correspondientes al siglo XIX y XX, dioramas confeccionados por Rodolfo Gutiérrez “Zerreitug”, entre otros.

## Colecciones

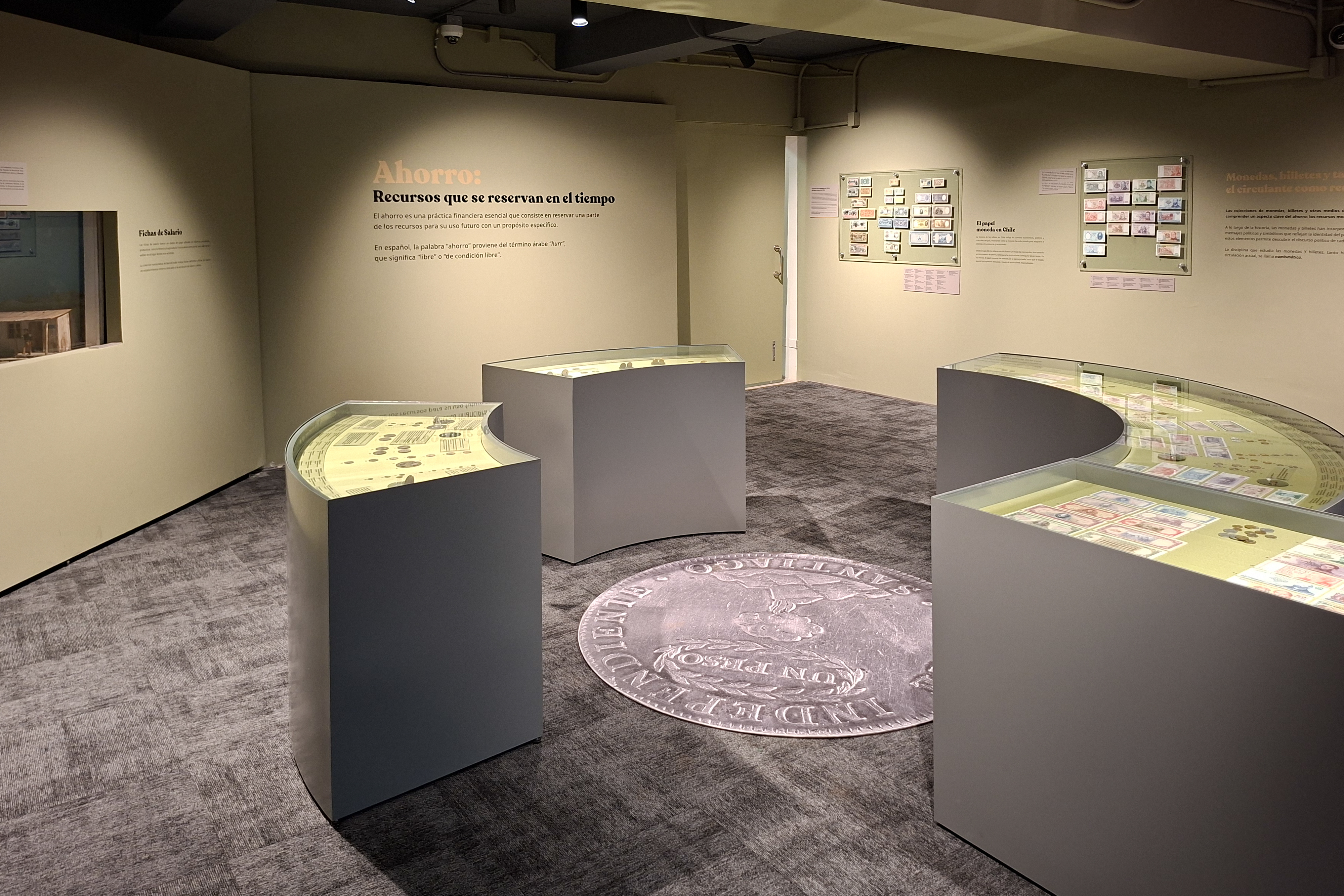
Colección numismática del museo.

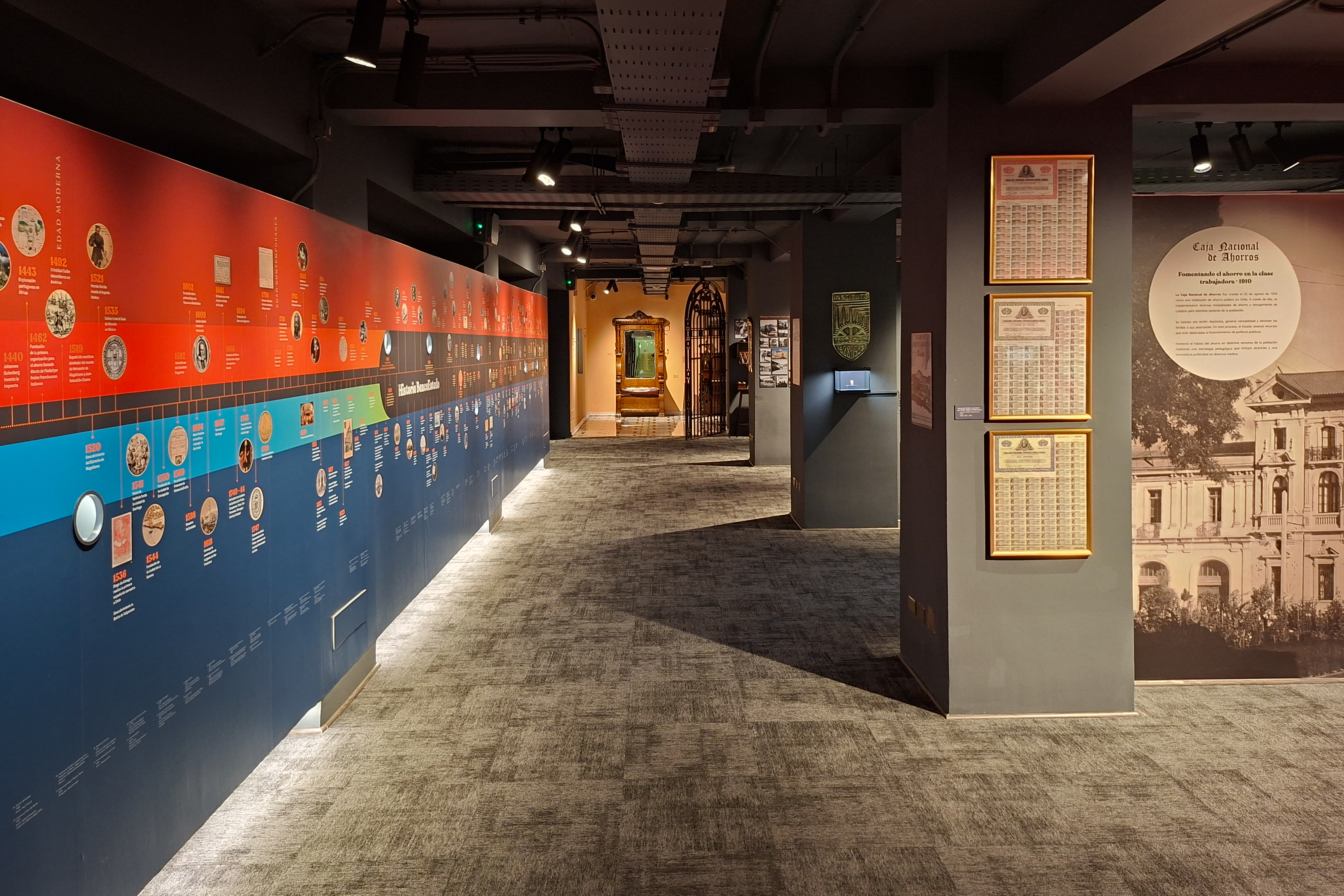
Pasillo central del museo.

### Numismática
Esta colección se compone principalmente por fichas salitreras, billetes y monedas antiguas, así como también de medallas conmemorativas.

### Relojes
Gran parte de esta colección pertenecen al siglo XIX, estos relojes fueron adquiridos por las instituciones precursoras a BancoEstado para situarlos en el Hall de Público de cada sucursal.

### Máquinas de oficina
A través de esta colección se intenta demostrar la evolución tecnológica por la que ha pasado el Banco del Estado, una de las piezas más importantes es una sumadora con el sistema decimal.

### Alcancías
Esta colección tiene como principal objetivo dar a conocer los distintos medios utilizados para ahorrar, algunas de las piezas más importantes están la alcancía con la que se conmemoró el lanzamiento de la perra Laika al espacio y pequeños libros con tapas de cuero, los cuales estaban orientados a las damas.